# Stars of the Lid
Stars of the Lid est un groupe d'ambient américain composé de Brian McBride et Adam Wiltzie. Le duo se forme à Austin, Texas en 1993, et cite parmi ses influences les compositeurs de musique minimaliste et  musique électronique Arvo Pärt, Zbigniew Preisner, Gavin Bryars, et Henryk Górecki, ainsi que Talk Talk, le groupe post-rock Labradford, et le précurseur de musique ambient Brian Eno. Leurs compositions sont essentiellement des "soundscapes" (paysage sonore) dépourvus de mesure, composés de droning, d'effets de guitares avec du piano, des cordes, et des cuivres; le volume sonore s'amplifie et le feedback comble l'espace laissé par les instruments rythmiques, prodiguant un mouvement dynamique. Leur son a été décrit comme étant "divin, drone classique sans l'intrusion fastidieuse de la batterie ou du chant."
Wiltzie réside à Bruxelles en Belgique, et McBride à Los Angeles, Californie.

## Biographie
McBride a déclaré dans une interview que le nom du groupe fait référence à "votre propre cinéma personnel, logé entre votre œil et votre paupière", suggérant les couleurs et motifs que l'on peut voir en fermant les yeux (soit phosphène). Ils enregistrent leur premier album Music for Nitrous Oxide entre 1993 et 1994 avec un troisième musicien, Kirk Laktas, et l'album parait en 1995 sur le label Sedimental. Laktas n'ayant pas continué sa collaboration avec le groupe, McBride et Wiltzie poursuivent en duo avec Gravitational Pull vs. the Desire for an Aquatic Life en 1996, The Ballasted Orchestra en 1997, Per Aspera Ad Astra en 1998, et Avec Laudenum en 1999, ainsi que l'EP en édition limitée Maneuvering the Nocturnal Hum et un split single avec le groupe Windsor for the Derby en 1998.
Leur premier double-album The Tired Sounds of Stars of the Lid parait fin octobre 2001. Le deuxième double-album du duo, And Their Refinement of the Decline, parait presque six ans plus tard en avril 2007 et est largement salué par les critiques. Stars of the Lid partent dans la foulée en tournée mondiale pendant deux ans ; et le trio de cordes composé de Lucinda Chua (du groupe Felix) au violoncelle, Noura Sanatian au violon, et Ela Baruch à l'alto les rejoint sur scène pendant la tournée européenne. La violoncelliste Julia Kent se joint à eux lors de la tournée nord-américaine.
McBride et Wiltzie sont depuis chacun occupés par d'autres projets. Un extrait de bande-annonce pour un éventuel film par Stars of the Lid a circulé sur internet en 2008 mais aucune nouvelle production de groupe n'a vu le jour jusqu'à présent. La mort de Brian McBride, en août 2023, met fin au projet, bien que Adam Wiltzie ait enregistré de la musique avec McBride peu de temps avant sa disparition,.

## Projets parallèles et solo
McBride sort son premier album solo, When the Detail Lost Its Freedom, en novembre 2005, puis The Effective Disconnect, en octobre 2010, qui sert de bande originale au documentaire Vanishing of the Bees. McBride s'associe avec le musicien Kenneth James Gibson pour former le groupe Bell Gardens. Leur premier EP Hangups Need Company parait en mai 2010, suivi des albums Full Sundown Assembly en novembre 2012 et Slow Dawns for Lost Conclusions en octobre 2014 sur le label Rocket Girl. Brian McBride meurt en août 2023.
Wiltzie a collaboré à différents projets: "The Dead Texan" (avec l'artiste visuelle Christina Vantzou), "Aix Em Klemm" (avec Robert Donne, du groupe Labradford), et "A Winged Victory for the Sullen" (avec le compositeur Dustin O'Halloran).

## Discographie
| Albums - 1995: Music for Nitrous Oxide - 1996: Gravitational Pull vs. the Desire for an Aquatic Life - 1997: The Ballasted Orchestra - 1998: Per Aspera Ad Astra - 1999: Avec Laudenum - 2001: The Tired Sounds of Stars of the Lid - 2007: And Their Refinement of the Decline Autres: - 1998 : Maneuvering the Nocturnal Hum (EP) - 2007 : Carte-de-Visite (1997–2007 outtakes) | Splits - 1997 : The Kahanek Incident, Vol. 3 (12" with Labradford) – (réédition du morceau de SOTL en 2007 sur Carte-de-Visite) - 1998 : Split (7" with Windsor for the Derby) (33 Degrees) Compilations - 1996 : Monsters, Robots and Bug Men – "Goodnight" (Virgin) - 2002 : Brain in the Wire – "Requiem for Dying Mothers (Version i, Zamachowski op. 87)" (Brainwashed) - 2003 : 1993–2003: 1st Decade in the Machines – "I Love You, But I Prefer Trondheim" (Jester Records) - 2004 : Kompilation – "Even If You're Never Awake (Version)" (Kranky) - 2008 : Brainwaves 2008 – "May 2nd 2008 (Live in NYC)" (Brainwashed) |